# 다빈 햄

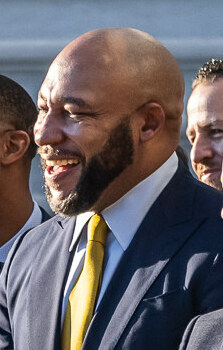
2021년 모습

다빈 햄(Darvin Ham, 본명: 다빈 햄 시니어, Darvin Ham Sr., 1973년 7월 23일 ~ )는 미국 프로 농구 코치이자 NBA(전미 농구 협회) 밀워키 벅스의 최고 보조 코치였던 전직 선수이다. 이전에 NBA 로스앤젤레스 레이커스의 감독을 역임했다. 1996년부터 2005년까지 NBA에서 9시즌을 뛰기 전에 텍사스 테크 레드 레이더스(Texas Tech Red Raiders)에서 대학 농구를 했다. 2004년 디트로이트 피스톤스(Detroit Pistons)에서 뛰며 NBA 챔피언십에서 우승했다. 2007년과 2008년에는 NBA 개발 리그에서도 활약했다. 보조 코치로서 그는 2021년 밀워키 벅스에서 두 번째 우승을 차지했다.